# 胡受奚
胡受奚（1929年12月—2019年10月21日），男，浙江慈溪人，中国矿床学家、地质教育家，曾任南京大学教授、博士生导师。